# Арда Мандикян
Арда Мандикян (на арменски: Արդա Մանդիկյան, на гръцки: Άρντα Μαντικιάν) е гръцка оперна певица от арменски произход, сопрано. Тя стартира кариерата си в Англия, като изпълнява главни роли в Лондон и Единбург. През 80-те години на XX век става помощник-директор на Гръцката национална опера.

## Биография
Родена е на 1 септември 1924 г. в Измир, Турция. Нейните родители Крикор Мандикян и Беатрике Ананян оцеляват след арменския геноцид, като бягат в Атина, Гърция. Тя е записана в Атинската консерватория, където учи при Елвира де Идалго. Когато е на 15-годишна възраст, тя прави своя оперен дебют с Мария Калас. През 1948 г. заминава за Великобритания, където се запознава с композиторът Егон Уелес. Уелес урежда тя да изнесе рецитал, който включва гръцка музика, писана в продължение на две хилядолетия. Това включва и Делфийските химни, написани около 128 г. пр.н.е. Тя също се появява в „Инкогнита“ на Уелес в Оксфорд. След нейното представяне е назначена на редовна работа. През 1953 г. тя има водещи роли в опери в Париж и Лондон. През същата година изпълнява „Питър Граймз“ от Бенджамин Бритън в лондонския квартал Ковънт Гардън, а през 1954 г. изпълнява „Златното петле“ от Николай Римски-Корсаков в Кралската опера.
През 1954 г. тя изпълнява първия Делфийски химн на Алдебургския фестивал. Това вдъхновява Бенджамин Бритън да включи подобна идея в своя роман „Примката на призрака“. Той създава ролята на призрака мис Джесел специално за Мандикян.
През 60-те години на XX век майка ѝ се разболява и тя се връща в Гърция за да я гледа. Докато е в страната гръцката военна хунта завзема властта, като тя се обявява против нея. В този период тя не се занимава с опера, тъй като не иска да работи в Гърция и се страхува, че ще бъде заточена, ако напусне страната. Диктатурата на гръцката хунта приключва през 1974 г. От 1974 г. до 1980 г. Мандикян е помощник-директор на Гръцката национална опера. Работи с гръцкия предприемач, медиен магнат, собственик и президент на издателската компания Lambrakis Press Group Христос Ламбракис.
Умира на 8 ноември 2009 г. в Атина.